# قوروزما
قوروزما (به ترکی آذربایجانی: Quruzma) یک منطقه مسکونی در جمهوری آذربایجان است که در شهرستان صابرآباد واقع شده‌است. قوروزما ۱۹۱۷ نفر جمعیت دارد.